# Emmanuel Ntakarutimana
Emmanuel Ntakarutimana OP (ur. 30 grudnia 1956) – burundyjski duchowny rzymskokatolicki, dominikanin, biskup diecezjalny Bubanzy od 2025.

## Życiorys
Pierwsze śluby zakonne złożył 28 września 1981 w Ibadanie, a wieczyste w 1984 Rwezie w Burundi. Święcenia kapłańskie przyjął 23 sierpnia 1987 w Gitedze. Uzyskał doktorat z teologii fundamentalnej na Uniwersytecie we Fryburgu i w latach 1986–1989 wykładał ją w seminarium w Gitedze. W latach 2015–2021 był dyrektorem biura Konferencji Episkopatu Burundi ds. Ewangelizacji. Od 2021 do nominacji biskupiej był koordynatorem zespołu odpowiedzialnego za utworzenie Katolickiego Uniwersytetu Burundi.
15 lutego 2025 papież Franciszek mianował go biskupem diecezjalnym Bubanzy. Sakry udzielił mu  5 kwietnia 2025 nuncjusz apostolski w Burundi – arcybiskup Dieudonné Datonou. 